# Naha Mint Seyyidi
Naha Mint Mohamed Lemine Ould Seyidi, née à Boutilimit et morte le 24 juillet 2021, est une journaliste mauritanienne. 

## Biographie
Elle fut non seulement la première femme à intégrer la radio nationale dès l'aube de sa création en 1959, mais aussi la première femme à présenter un journal télévisé en Mauritanie. 
Son expérience de l'audio-visuel et son ancienneté au sein des deux plus grandes institutions médiatiques du pays lui ont valu le surnom de la reine de la télévision locale et de la radio nationale. Après avoir pris sa retraite de la télévision, elle a continué cependant son travail à la radio. Elle fut honorée à plusieurs reprises par des présidents et chefs d'État arabes pour ses performances médiatiques, son enthousiasme ainsi que son statut d'une des premières femmes arabes à intégrer le circuit médiatique dans la région. 
Elle fut honorée en 1967 par le président égyptien défunt Gamal Abdel Nasser, le président tunisien Habib Bourguiba et le président des Émirats arabes unis Khalifa ben Zayed Al Nahyane. En 1977 et au cours des cérémonies célébrant l'indépendance, le premier Président mauritanien Moktar Ould Daddah l'honora de la médaille de l'indépendance. 
En 2002, le gouvernement mauritanien l'a honoré une nouvelle fois pour l'ensemble de sa carrière. Naha Mint Seyyidi a représenté la Mauritanie dans plusieurs forums Arabes et Internationaux.
Elle est décédée le 24 juillet 2021.